# Juan Muñoz Muñoz
Pour les articles homonymes, voir Muñoz.
 (janvier 2025).
Juan Muñoz Muñoz, né le 12 novembre 1995 à Utrera, est un footballeur espagnol. Il évolue au poste d'attaquant au CD Leganés.

## Biographie
Formé au Séville FC, il inscrit 14 buts avec l'équipe réserve, en  Segunda División B, lors de la saison 2014-2015.